# Сверчковая квакша
Сверчковая квакша (лат. Acris gryllus) — относится к семейству квакш, принадлежащих к отряду бесхвостых земноводных. Отличается хорошо развитыми плавательными перепонками между пальцами и мало развитой барабанной перепонкой; длина тела достигает не более 3,5 см; бурого цвета с большими черноватыми пятнами, имеющими светло-зелёный ободок; обладает способностью изменять свой цвет в зависимости от цвета окружающей среды. Живёт в Северной Америке и держится около воды. Название своё получила вследствие сходства своего голоса с трещанием сверчков.